# Хан-Мухаммад (уцмий)
Хан-Мухаммад (правление: 1588 — 1595) — уцмий Кайтага, военно-политический деятель в истории Дагестана XVI века. Сын уцмия Султан-Ахмада. Отец уцмия Амир-Хамзы ибн Хан-Мухаммада.

## Биография
У уцмия Хан-Мухамамада было несколько сыновей: старший Амир-Хамза, Рустам-хан, Султан-Мухаммад, Чукук и Устархан.
Сестра была замужем за шамхалом Чопаном. Её сыновья Гирей, Андий, Ильдар и Мухаммад были известными шамхалами.

## Внутренняя политика
Ещё при правлении его отца Хан-Мухаммад был послан для взимания налогов в Башлы и Урчамиль. Эти общества не платили повинностей, но уцмий их на них наложил и послал Хан-Мухаммада взимать их. Урчамильцы выказали ему презрение и оскорбили. Тот, не уведомив отца, пошёл к шамхалу, своему родственнику, взял у него войско и убил старшину урчамильцев. Позже урчамильцы снова выступили, тогда же уцмий собрал старшин общества и перебил их, земли отнял и присвоил себе. После этого он заселил освободившиеся земли переселенцами из разных мест Ширвана (терекемейцами).

## Смерть
В рукописи «История Каракайтага» говорится, что правитель Кайтага был убит «после того, как его жители были обращены в ислам их руками», «эмиром был Ханмухаммад, сын Султанахмада», который построил здесь «многочисленные селения».
На надгробии уцмия в Кала-Корейше написано: «Это могила счастливца, мученика, нуждающегося в милости владыки Всемилостивого [Аллаха], Мухаммад-хана сына Султан Ахмада. Тысяча пятый год [хиджры]». Эпитафия характеризует Мухаммад-хана как «мученика», что свидетельствует о гибели в каком-то сражении.